# Heathcoat Grant

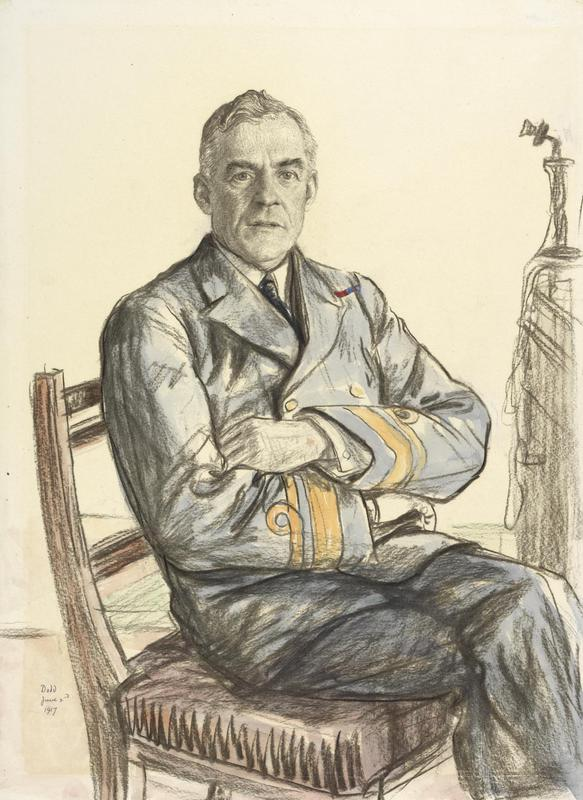
Sammlung Imperial War Museum

Sir Heathcoat Salusbury Grant KCMG, CB (* 13. Februar 1864; † 25. September 1938 in Edinburgh) war ein britischer Marineoffizier, zuletzt Admiral.

## Leben

### Herkunft, Ausbildung und Karriere vor dem Ersten Weltkrieg
Grant war der Sohn von Kapitän John Grant aus Glenmoriston: Seine Ausbildung erhielt er an der Stubbington School in Fareham und trat im Juli 1877 in die Royal Navy ein. Zum ersten Mal zur See fuhr er 1879 auf der Minotaur. Nach bestandenem Leutnantsexamen wurde er auf das Kanonenboot Wrangler kommandiert. Im weiteren Verlauf diente er auf der Dreadnought und der Colossus im Mittelmeer, sowie auf der Royal Sovereign in der Kanalflotte und schließlich unter Lord Fisher auf der Renown. Am 31. Dezember 1904 wurde er zum Captain befördert und kommandierte kurzzeitig den Kreuzer Kent und anschließend den Kreuzer Diana im Mittelmeer. Danach war er Kommandeur des Küstenschutzes in Schottland und kehrte 1911 als Kommandant der Black Prince in den Seedienst zurück. Von 1912 bis 1914 war er Marineattaché in Washington.

### Weltkrieg und Ruhestand
Am 1. August 1914 übernahm er das Kommando über die Canopus mit der er an der Suche nach dem deutschen Kreuzergeschwader und Vizeadmiral von Spee teilnahm. In das Seegefecht bei Coronel am 1. November 1914 konnte er aufgrund der geringen Geschwindigkeit der Canopus nicht eingreifen. Nach dem Seegefecht bei Coronel übernahm er den Schutz der Falklandinseln und feuerte am 8. Dezember 1914 die ersten Schüsse auf die Gneisenau und Nürnberg ab.
Im weiteren Verlauf des Krieges nahm er 1915 am Dardanellenfeldzug teil. Für seine Verdienste bei den Dardanellen wurde er am 14. März 1916 zum Ritter des Order of the Bath ernannt.
Nach seiner Rückkehr von den Dardanellen wurde er am 4. Juni 1916 zum Konteradmiral befördert und erhielt Ende 1916 den Dienstposten des Admiral Superintendent der Marinewerft in Dover.
Danach wurde er am 19. Juni 1917 zum Admiral und Dienstältestem Offizier in Gibraltar ernannt. Für seinen Dienst in Gibraltar wurde er zum Commandeur des Ordens von St. Michael und St. George ernannt.
Er wurde mit der Beförderung zum Vizeadmiral im März 1920 in den Ruhestand verabschiedet. Danach war er noch weiter für die Admiralität tätig und wurde im Jahre 1925 noch zum Admiral befördert.

### Familie
Er war seit 1899 mit seiner Frau Ethel verheiratet und hatte drei Söhne und drei Töchter.

## Auszeichnungen
- Knight Commander des Order of St Michael and St George
- Companion des Order of the Bath
- Kommandeur der Ehrenlegion[7]
- United States Distinguished Service Medal
- Orden der Krone von Italien
- Kommandeur des Ritterordens von Avis, Portugal
- Spanischer Verdienstorden

## Publikationen
- My war at sea 1914–1916. Naval Review. 1924. Digitale Neuausgabe: Hrsg. v. Mark Tanner. 2014, ISBN 978-0-9566902-7-2 (warletters.net [PDF; 1,2 MB]).